# Orthochromis
Orthochromis ist eine Gattung aus der Familie der Buntbarsche (Cichlidae). Neun Arten der Gattung kommen im nordöstlichen Einzugsgebiet des Tanganjikasees vor, fünf weitere im Einzugsgebiet des Mwerusees, vier im oberen und mittleren Kongobecken und eine im Kunene zwischen Namibia und Angola im Südwesten Afrikas.

## Merkmale
Orthochromis-Arten sind relativ kleine Buntbarsche und werden 8 bis 12 cm lang, dabei werden Männchen etwas größer als die Weibchen und besitzen etwas größere Flossen.
Charakteristisch für die Art sind der schlanke, an ein Leben in stark strömenden Gewässern angepasste Körper; ebenso die oben stehenden, aber zur Seite orientierten Augen, was den Fischen ein grundelartiges Aussehen verleiht. Die meisten Schuppen sind Kammschuppen. Rundschuppen sind, wenn vorhanden, nur an der Brust und am Bauch zu finden. Sie sind immer sehr klein und oft tief in die Haut eingebettet. Der Wechsel von den großen Schuppen auf den Körperseiten zu den kleinen an der Brust und am Bauch geschieht übergangslos. Bei einigen Arten sind Brust und Bauch auch schuppenlos. In der Rückenflosse ist die Anzahl der Hartstrahlen erhöht. Dies führt aber nicht zu einer Verringerung der Anzahl der verzweigten Weichstrahlen. Der Zweite oder der Zweite und Dritte verzweigte Flossenstrahl der Bauchflossen sind verlängert. In beiden Kiefern finden sich in der äußeren Reihe unterschiedlich große zweispitzige Zähne. In den Ecken sind die Zähne oft auch einspitzig, niemals aber mit konischer oder spatenförmiger Spitze wie bei vielen größeren Buntbarschen der Tribus Pseudocrenilabrini. Im Oberkiefer sind die weiteren, in zwei bis vier inneren Reihen angeordneten Zähne drei- oder einspitzig. Eiflecke wie für haplochromine Buntbarsche typisch, sind nicht vorhanden. Die Schwimmblase ist reduziert.

## Lebensweise
Über die Lebensweise der Orthochromis-Arten ist nur wenig bekannt. Sie sind wenig schwimmfreudig und kommen vor allem in schnell strömenden Gewässerabschnitten vor. Der lange Darm deutet darauf hin, dass sie sich vor allem pflanzlich ernähren. Wie die haplochrominen Buntbarsche sind sie ovophile Maulbrüter. Es allerdings nicht sicher ob allein das Weibchen die Maulbrutpflege übernimmt.

## Arten
Heute gehören 19 Arten in die Gattung Orthochromis. Diese ist in ihrer heutigen Zusammensetzung jedoch nicht monophyletisch. Neben den in den Einzugsgebieten von Malagarasi, Rugufu und Luiche in Tansania und Burundi vorkommenden Orthochromis im engeren Sinn um die Typusart Orthochromis malagaraziensis, gibt es vier weitere Kladen, die möglicherweise nur entfernt mit den  Orthochromis i. e. S. verwandt sind.
- Gruppe I, Orthochromis aus dem Malagarasi River system
  - Orthochromis kasuluensis De Vos & Seegers, 1998, im Einzugsgebiet des oberen Ruchugu im Stromgebiet des Malagarasi
  - Orthochromis luichensis De Vos & Seegers, 1998, endemisch im Einzugsgebiet des Luiche in Tansania
  - Orthochromis malagaraziensis (David, 1937) (Typusart), Malagarasi
  - Orthochromis mazimeroensis De Vos & Seegers, 1998, Mazimero und Nanganga in Burundi
  - Orthochromis mosoensis De Vos & Seegers, 1998, endemisch im Einzugsgebiet des oberen Malagarasi in Burundi
  - Orthochromis rubrolabialis De Vos & Seegers, 1998, endemisch im Majamazi [= Milowesi], einem Nebenfluss des Ugalla in Tansania (Einzugsgebiet des Malagarasi)
  - Orthochromis rugufuensis De Vos & Seegers, 1998, endemisch im Rugufu River im westlichen Tansania (Einzugsgebiet des Tanganjikasees)
  - Orthochromis uvinzae De Vos & Seegers, 1998, endemisch bei den Igambafällen des Malagarasi
- Gruppe II, Orthochromis aus dem Einzugsgebiet des oberen Kongo
  - Orthochromis polyacanthus (Boulenger, 1899) im Einzugsgebiet des oberen Kongo und im Mwerusee
  - Orthochromis stormsi (Boulenger, 1902), Mwerusee, oberer Kongo und dessen Nebenflüsse
  - Orthochromis gecki Schedelet al., 2018, oberer Lualaba[4]
  - Orthochromis kimpala Schedelet al., 2018, oberer Lualaba[4]

- Gruppe III, ebenfalls aus dem Einzugsgebiet des oberen Kongo, aber eine andere Klade als die Gruppe II
  - Orthochromis torrenticola (Thys van den Audenaerde, 1963)
- Gruppe IV, nah mit Pseudocrenilabrus verwandt[5]
  - Orthochromis kalungwishiensis (Greenwood & Kullander, 1994), Kalungwishi
  - Orthochromis katumbii Schedelet al., 2018, Bangweulusee und Mwerusee[4]
  - Orthochromis luongoensis (Greenwood & Kullander, 1994), endemisch im Luongo, einem Nebenfluss des Luapula in Sambia
  - Orthochromis machadoi (Poll, 1967), Kunene zwischen Namibia und Angola
  - Orthochromis mporokoso Schedelet al., 2018, Bangweulusee und Mwerusee[4]

- Gruppe V, Schwestergruppe zu Pseudocrenilabrus, Astatoreochromis, Tropheini, Haplochromis und den Haplochromini des Malawisees.[5]
  - Orthochromis indermauri Schedelet al., 2018, aus dem Lufubu einem Zufluss des Tanganyikasees[4]